# Мрконіч-Град
Мрконіч-Град (босн. і хорв. Mrkonjić Grad, серб. Мркоњић Град) — місто на заході Боснії і Герцеговини, на території Республіки Сербської, центр однойменної громади і субрегіону.

## Історія

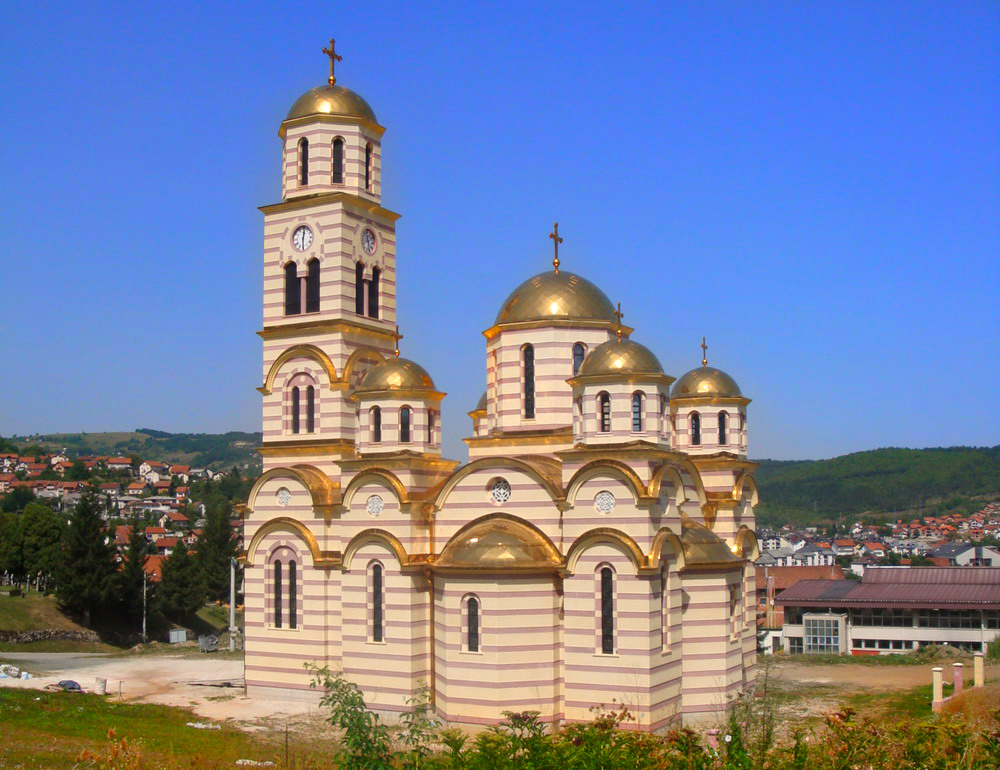
Церква Святого Сави

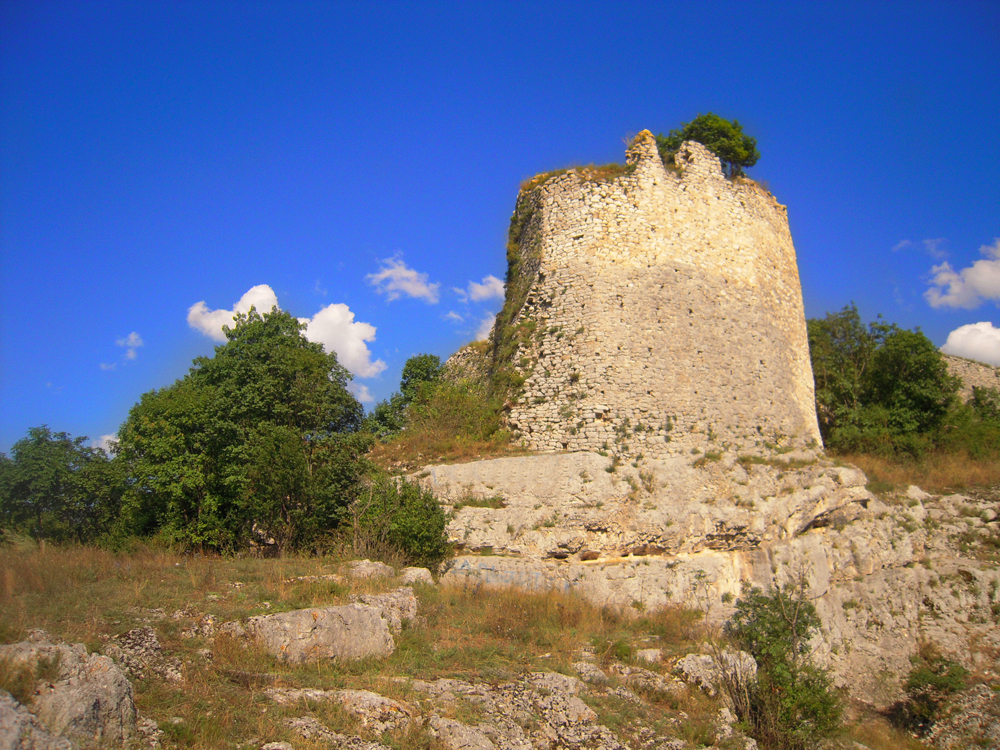
Бочацька твердиня

За свою історію місто кілька разів змінювало назву: Горнє-Клоке (Gornje Kloke), Нове Яйце (на противагу місту Яйце), Варцар(ев) Вакуф (Varcar(ev) Vakuf «вакуф Варцара») і на кінець — нинішня. Останнє перейменування відбулося в 1924 році, після того, як король Петро I Карагеоргієвич узяв собі псевдонім «Мрконіч» у боях під час повстання (1875—1878) проти Османської імперії.
Із 1929 по 1941 рік Мрконіч-Град входив до складу Врбаської бановини Королівства Югославії.
У Другу світову війну місто уславилося як місце першого засідання ЗАВНОБіГ 25 листопада 1943 року, коли Боснію і Герцеговину було проголошено спільною республікою сербів, хорватів і боснійців.
Під час боснійської війни з 1992 по 1995 рік місто перебувало у межах території, контрольованої боснійськими сербами. Воно також відоме у зв'язку з інцидентом, коли у червні 1995 року ВПС США втратили один свій F-16. Його пілот Скотт О'Грейді (Scott O'Grady) поневірявся шість днів, перш ніж його врятували американські морські піхотинці. 8—12 жовтня 1995 року Мрконіч-Град перебував у руках хорватської армії і війська боснійських хорватів, які взяли місто в ході операції «Південний напрям».
За умовами Дейтонської мирної угоди місто перейшло до Республіки Сербської. У 1996 році у Мрконіч-Граді було виявлено масове поховання, що містило тіла 181 серба, здебільшого цивільних осіб. Майже всі вони загинули від рук мусульмансько-хорватських сил у другій половині 1995 року.